# Dorji Dema
Dorji Dema (* 16. Oktober 1983 in Thimphu) ist eine bhutanische Bogenschützin.

## Karriere
Dorji Dema wurde 2000 in den Nationalkader Bhutans berufen und nahm 2007 an den Weltmeisterschaften im Bogenschießen teil. Bei den Olympischen Sommerspielen 2008 in Peking schied sie im Einzel jedoch bereits in der ersten Runde gegen die Georgierin Chatuna Narimanidse aus.